# Марко Сторарі
Марко Сторарі (італ. Marco Storari, нар. 7 січня 1977, Піза) — італійський футболіст, що грав на позиції воротаря за низку італійських команд, зокрема за «Ювентус», у складі якого виграв низку національних трофеїв, хоча здебільшого у статусі резервного голкіпера.

## Клубна кар'єра
Народився 7 січня 1977 року в місті Піза. Вихованець юнацьких команд футбольних клубів «Ладісполі» та «Перуджа».
У дорослому футболі дебютував 1994 року виступами за команду клубу «Ладісполі», в якій провів один сезон, взявши участь у 12 матчах чемпіонату.
Згодом з 1996 по 2003 рік грав у складі команд клубів «Перуджа», «Монтеваркі», «Анкона» та «Наполі».
Своєю грою за останню команду привернув увагу представників тренерського штабу клубу «Мессіна», до складу якого приєднався 2003 року. Відіграв за команду з Мессіни наступні чотири сезони своєї ігрової кар'єри. Більшість часу, проведеного у складі «Мессіни», був основним голкіпером команди.
2007 року уклав контракт з «Міланом», втім закріпитися у складі «россо-нері» не зміг і наступні три роки провів граючи на умовах оренди у складі іспанського «Леванте» та італійських «Кальярі», «Фіорентина» і та «Сампдорія». Остання команда була зацікавлена у трансфері голкіпера, втім досягнути домовленості з «Міланом» не вдалося.
Натомість у червні 2010 року Сторарі уклав трирічний контракт з туринським «Ювентусом», в якому став дублером багаторічного основного голкіпера і капітана команди Джанлуїджі Буффона. В сезоні 2010–11 отримав досить багато ігрового часу, оскільки Буффон пропустив значну частину сезону, заліковуючи травми спини. Після відновлення основного голкіпера з'являвся на полі в офіційних матчах «Юве» дуже нерегулярно. Загалом протягом шести сезонів відіграв за «стару сеньйору» 43 матчі в національному чемпіонаті. За ці роки чотири рази поспіль ставав чемпіоном Італії, хоча у кожному з переможних сезонів проводив лише по декілька ігор в Серії A.
Влітку 2015 року удруге в своїй кар'єрі став гравцем «Кальярі». У статусі беззаперечного основного воротаря команди допоміг їй відразу ж у сезоні 2015/16 підвищитися у класі до елітного італійського дивізіону. По ходу другого сезону в «Кальярі», на початку 2016, прийняв пропозицію перейти до іншої своєї колишньої команди, «Мілана». У складі «россонері» досвідчений голкіпер провів півтора сезони в статусі резервного воротаря, після чого влітку 2019 року оголосив про завершення ігрової кар'єри.

## Виступи за збірну
У 2005 році викликався до складу національної збірної Італії.

## Статистика виступів

### Статистика клубних виступів
| Сезон               | Команда             | Чемпіонат           | Чемпіонат | Чемпіонат | Національний кубок | Національний кубок | Національний кубок | Континентальні кубки | Континентальні кубки | Континентальні кубки | Інші змагання | Інші змагання | Інші змагання | Усього | Усього |
| Сезон               | Команда             | Ліга                | Ігор      | Голів     | Ліга               | Ігор               | Голів              | Ліга                 | Ігор                 | Голів                | Ліга          | Ігор          | Голів         | Ігор   | Голів  |
| ------------------- | ------------------- | ------------------- | --------- | --------- | ------------------ | ------------------ | ------------------ | -------------------- | -------------------- | -------------------- | ------------- | ------------- | ------------- | ------ | ------ |
| 1994–95             | «Ладісполі»         | CND                 | 12        | -8        | -                  | -                  | -                  | -                    | -                    | -                    | -             | -             | -             | 12     | -8     |
| 1995–96             | «Перуджа»           | B                   | 0         | 0         | КІ                 | 0                  | 0                  | -                    | -                    | -                    | -             | -             | -             | 0      | 0      |
| 1996–97             | «Перуджа»           | A                   | 0         | 0         | КІ                 | 0                  | 0                  | -                    | -                    | -                    | -             | -             | -             | 0      | 0      |
| 1997–98             | «Перуджа»           | B                   | 0         | 0         | КІ                 | 0                  | 0                  | -                    | -                    | -                    | -             | -             | -             | 0      | 0      |
| Усього за «Перуджу» | Усього за «Перуджу» | Усього за «Перуджу» | 0         | 0         |                    | 0                  | 0                  |                      | -                    | -                    |               | -             | -             | 0      | 0      |
| січ.-лип. 1998      | «Монтеваркі»        | C1                  | 0         | 0         | -                  | -                  | -                  | -                    | -                    | -                    | -             | -             | -             | 0      | 0      |
| 1998–99             | «Анкона»            | C1                  | 0         | 0         | КІ                 | 0                  | 0                  | -                    | -                    | -                    | -             | -             | -             | 0      | 0      |
| 1999–00             | «Анкона»            | C1                  | 33        | -24       | -                  | -                  | -                  | -                    | -                    | -                    | -             | -             | -             | 33     | -24    |
| 2000–01             | «Анкона»            | B                   | 36        | -50       | КІ                 | 3                  | -2                 | -                    | -                    | -                    | -             | -             | -             | 39     | -52    |
| 2001–02             | «Анкона»            | B                   | 21        | -32       | КІ                 | 3                  | -2                 | -                    | -                    | -                    | -             | -             | -             | 24     | -34    |
| Усього за «Анкону»  | Усього за «Анкону»  | Усього за «Анкону»  | 90        | -106      |                    | 6                  | -4                 |                      | -                    | -                    |               | -             | -             | 96     | -110   |
| 2002-січ. 2003      | «Наполі»            | B                   | 4         | -6        | КІ                 | 0                  | 0                  | -                    | -                    | -                    | -             | -             | -             | 4      | -6     |
| січ.-лип. 2003      | «Мессіна»           | B                   | 16        | -22       | КІ                 | 0                  | 0                  | -                    | -                    | -                    | -             | -             | -             | 16     | -22    |
| 2003–04             | «Мессіна»           | B                   | 45        | -44       | КІ                 | 1                  | 0                  | -                    | -                    | -                    | -             | -             | -             | 46     | -44    |
| 2004–05             | «Мессіна»           | A                   | 28        | -35       | КІ                 | 2                  | -1                 | -                    | -                    | -                    | -             | -             | -             | 30     | -36    |
| 2005–06             | «Мессіна»           | A                   | 35        | -49       | -                  | -                  | -                  | -                    | -                    | -                    | -             | -             | -             | 35     | -49    |
| 2006-січ. 2007      | «Мессіна»           | A                   | 19        | -33       | КІ                 | 3                  | -3                 | -                    | -                    | -                    | -             | -             | -             | 22     | -36    |
| Усього за «Мессіну» | Усього за «Мессіну» | Усього за «Мессіну» | 143       | -183      |                    | 6                  | -4                 |                      | -                    | -                    |               | -             | -             | 149    | -187   |
| січ.-лип. 2007      | «Мілан»             | A                   | 3         | -7        | КІ                 | 0                  | 0                  | ЛЧ                   | 0                    | 0                    | -             | -             | -             | 3      | -7     |
| 2007-січ. 2008      | «Леванте»           | ПД                  | 17        | -33       | КІ                 | 0                  | 0                  | -                    | -                    | -                    | -             | -             | -             | 17     | -33    |
| січ.-лип. 2008      | «Кальярі»           | A                   | 20        | -21       | КІ                 | 0                  | 0                  | -                    | -                    | -                    | -             | -             | -             | 20     | -21    |
| 2008–09             | «Фіорентина»        | A                   | 1         | -1        | КІ                 | 1                  | -1                 | ЛЧ+КУЄФА             | 0                    | 0                    | -             | -             | -             | 2      | -2     |
| 2009-січ. 2010      | «Мілан»             | A                   | 7         | -7        | КІ                 | 1                  | -1                 | ЛЧ                   | 2                    | -2                   | -             | -             | -             | 10     | -10    |
| січ.-лип. 2010      | «Сампдорія»         | A                   | 19        | -14       | -                  | -                  | -                  | -                    | -                    | -                    | -             | -             | -             | 19     | -14    |
| 2010–11             | «Ювентус»           | A                   | 23        | -30       | КІ                 | 1                  | -2                 | ЛЄ                   | 5                    | -1                   | -             | -             | -             | 29     | -33    |
| 2011–12             | «Ювентус»           | A                   | 3         | -4        | КІ                 | 5                  | -6                 | -                    | -                    | -                    | -             | -             | -             | 8      | -10    |
| 2012–13             | «Ювентус»           | A                   | 1         | -0        | КІ                 | -                  | -                  | ЛЧ                   | -                    | -                    | СІ            | 0             | 0             | 1      | -0     |
| 2012–13             | «Ювентус»           | A                   | 6         | -5        | КІ                 | 3                  | -4                 | ЛЧ                   | 0                    | -0                   | СІ            | 0             | -0            | 9      | -9     |
| 2013–14             | «Ювентус»           | A                   | 6         | -3        | КІ                 | 2                  | -1                 | ЛЧ+ЛЄ                | 0+0                  | -0                   | СІ            | 0             | -0            | 8      | -4     |
| 2014–15             | «Ювентус»           | A                   | 5         | -4        | КІ                 | 5                  | -4                 | ЛЧ                   | 0                    | -0                   | СІ            | 0             | -0            | 10     | -8     |
| Усього за «Ювентус» | Усього за «Ювентус» | Усього за «Ювентус» | 43        | -46       |                    | 16                 | -17                |                      | 5                    | -1                   |               | -             | -             | 64     | -64    |
| 2015–16             | «Кальярі»           | B                   | 41        | -40       | КІ                 | 2                  | -1                 | -                    | -                    | -                    | -             | -             | -             | 43     | -41    |
| 2016-січ. 2017      | «Кальярі»           | A                   | 15        | -36       | КІ                 | 1                  | -1                 |                      | -                    | -                    |               | -             | -             | 16     | -37    |
| Усього за «Кальярі» | Усього за «Кальярі» | Усього за «Кальярі» | 76        | -97       |                    | 3                  | -2                 |                      | -                    | -                    |               | -             | -             | 79     | -99    |
| січ.-черв. 2017     | «Мілан»             | A                   | 0         | -0        | КІ                 | 0                  | -0                 | -                    | -                    | -                    | -             | -             | -             | 0      | -0     |
| 2017–18             | «Мілан»             | A                   | 0         | -0        | КІ                 | 0                  | -0                 | ЛЄ                   | 2                    | -2                   | -             | -             | -             | 2      | -2     |
| Усього за «Мілан»   | Усього за «Мілан»   | Усього за «Мілан»   | 10        | -14       |                    | 1                  | -1                 |                      | 4                    | -4                   |               | -             | -             | 15     | –      |
| Усього за кар'єру   | Усього за кар'єру   | Усього за кар'єру   | 415+3     | -500 + -4 |                    | 33                 | -31                |                      | 9                    | -5                   |               | 0             | -0            | 461    | -548   |

## Титули і досягнення
- Чемпіон Італії (4):

«Ювентус»: 2011–12, 2012–13, 2013–14, 2014–15
- Володар Кубка Італії (1):

«Ювентус»: 2014-15
- Володар Суперкубка Італії (2):

«Ювентус»: 2012, 2013
- Переможець Ліги чемпіонів УЄФА (1):

«Мілан»: 2006–07
- Переможець Серії B (1):

«Кальярі»: 2015–16